# Santa Maria della Speranza (titre cardinalice)
Le titre cardinalice de Santa Maria della Speranza est institué le 21 février 2001 par le pape Jean-Paul II.
Le titre cardinalice est attaché à l’église Santa Maria della Speranza de Rome, administrée par les salésiens. Son premier titulaire est le cardinal hondurien Óscar Andrés Rodríguez Maradiaga, également salésien.

## Titulaires
- Óscar Andrés Rodríguez Maradiaga, S.D.B. (2001- )

## Sources
- (it) Cet article est partiellement ou en totalité issu de l’article de Wikipédia en italien intitulé « Santa Maria della Speranza (titolo cardinalizio) » (voir la liste des auteurs).